# Kangrena
Kangrena fue un grupo punk español y (desde 1984) hardcore punk de Barcelona (Cataluña, España). El cuarteto se formó en 1981 y, tras dejar como legado un EP de 7" (Terrorismo sonoro) y dos casetes grabados entre 1983 y 1985, su actividad se diluyó en la segunda mitad de la década de 1980. Se caracterizaron no solo por su amor al ruido y desorden en el plano musical –expresado ya en el propio título de su único vinilo– sino por su mentalidad nihilista y destroy, la cual, a mediados de la década, les situaba un poco en el margen de la escena hardcore barcelonesa, que en general tendía al ideario activista y positivo anarcopunk.

## Historia
Kangrena (escritura intencionadamente errónea de la palabra gangrena) se formaron en Barcelona en 1981, siendo al comienzo un trío constituido por los hermanos Kike (guitarra) y Jhonny Sex (bajo) junto a Manolo (alias «Loco Speed», batería). Durante uno de sus primeros conciertos, en diciembre de 1981, un espontáneo subió al escenario a cantar con ellos la versión de «My way» (cantada originalmente por Sid Vicious con Sex Pistols). A partir de entonces el espontáneo se convirtió en el vocalista del grupo, haciéndose llamar Quoque (léase ‘Coque’). 
En una entrevista concedida al fanzine Melodías Destruktoras en primavera de 1983 (cuando era inminente la salida de su primer disco), declararon que sus influencias eran «en cuanto a música, los Sex Pistols acelerados, en las letras los Crass y Exploited; ideas tenemos las de todos los grupos, sexo, drogas y violencia». La afirmación resulta paradójica especialmente en lo que concierne a Crass, cuyo ideario anarcopunk no sólo Kangrena no compartían sino que posteriormente escribirían una canción titulada «Anti-Crass». En la misma entrevista, mencionaban como sus grupos nacionales preferidos a los barceloneses Último Resorte, Frenopaticss, Attak, Decibelios, Mariposas Violadoras y, de otras regiones, a RIP, Slips & Sperma y –con reservas– a Siniestro Total; Quoque expresó además su desdén por todo lo que procedía de Madrid, lo que con el tiempo también se plasmaría en una canción («Madrid vaya pastel»).
Al parecer, los miembros de este grupo procedían de clase social acomodada, como se trasluce en alguna letra («No sé qué me pasa») y como se les echó en cara en alguna ocasión. Lo cierto es que ni esto ni sus actitudes provocadoras hacia otros sectores de la escena punk local (como la citada «Anti-Crass», celebraciones de las drogas como «M.D.B.» o la muy poco políticamente correcta «Violación») impidieron que fueran aceptados en dicha escena, haciendo buenas migas especialmente con miembros de Último Resorte (con quienes compartirían numerosos conciertos así como, en cierta época, el local de ensayo) y con los hermanos que llevaban el fanzine Melodías Destruktoras y el sello Anarchi Rekords.  
Después de un año de rodaje, para comienzos de 1983, su nombre ya estaba establecido en dicha escena barcelonesa: así, en su concierto en la sala Milady el 22 de enero de 1983, Kangrena aparecen como cabeza de cartel mientras que el grupo Epidemia (donde tocaba Fernando, del fanzine y sello citados y que después formaría Anti/Dogmatikks) se presenta como telonero. En torno a las mismas fechas habían actuado en el concierto de presentación del sello Anarchi, que para entonces había publicado (a finales de 1982) la maqueta de Desechables. Aparte de Kangrena, actuaban Código Neurótico y los mencionados Desechables. La reseña de este concierto en la revista Rock Espezial no fue muy positiva en lo que se refiere a Kangrena, lo cual tal vez fue la ocasión que inspiró al grupo a escribir una canción contra dicha revista.
Después de participar, el 12 de febrero, en el «Carnaval musical» organizado por Último Resorte (donde también tocarían Shit S.A. y otros), en marzo se metieron en el estudio para grabar lo que sería su primer y único disco de vinilo, que sería descrito en cierta ocasión como «el disco más guarrindongo de la historia de la música española». El EP se publicó en verano (la presentación tuvo lugar en la Sala Zeleste los días 5 y 6 de agosto), en el sello Anarchi, con el título Terrorismo sonoro. La portada, inequívocamente punk, presenta en un collage la figura de un monstruo que sostiene un micrófono; los nombres del disco y el grupo están escritos con las letras kidnap habitualmente empleadas en el punk. En la contraportada hay fotos de los cuatro miembros, que, en una foto conjunta en el encarte interior, escupen al unísono en dirección al objetivo de la cámara, rodeados por un collage de expresiones y frases recortadas de diarios. El encarte contiene además las letras, créditos y algunos otros collages. De las cinco canciones incluidas, llamó la atención especialmente la segunda, «Rock Mamones Espezial» (cuyo título en ocasiones se ha mezclado con el de la primera canción, «Yo no quiero»). A partir de entonces, la revista aludida mencionaría la canción con cierta frecuencia, generalmente con actitud divertida. A finales de año, el grupo declaraba su sorpresa ante el éxito (a escala independiente y underground, claro está) del disco, que llegó a venderse fuera de España.
En enero de 1984 dieron algún concierto con Último Resorte en Manresa y, los días 7 y 8 de febrero, ambos grupos tocaban de nuevo juntos como teloneros del concierto del grupo hardcore norteamericano MDC, organizado por Drama del Horror (fanzine asociado a U.R.) y la tienda Pirata's. La actuación de MDC marcó un giro en la escena punk de Barcelona y tampoco dejó incólumes a Kangrena que, si bien no se vieron afectados en lo más mínimo por las letras politizadas de los feroces «hippy-punks» tejanos, introdujeron a partir de entonces una aceleración extrema en sus nuevas canciones (como puede apreciarse en los temas de su cinta Estoc de pus grabados entre abril y junio de ese año). Por otra parte, el contacto con MDC fue sin duda lo que condujo a la publicación de uno de esos temas nuevos («Ataque») en el importante recopilatorio internacional de hardcore punk P.E.A.C.E., que se publicaría a finales de 1984 en el sello de MDC, RRadical Records (incidentalmente, también se incluyó un tema de Shit S.A.).
Otro episodio importante para el grupo tuvo lugar poco después, al telonear en primavera a Peter and the Test Tube Babies en Barcelona. Testimonio de lo que significaron estos conciertos para Kangrena es la pequeña dedicatoria para ambos grupos (P.T.T.B. y MDC) incluida en la carátula-libreto de la casete Estoc de pus.
El 19 de mayo de 1984 compartieron cartel en el Casal dels Transformadors (Barcelona) con Anti/Dogmatikss, nuevo grupo de Fernando (exmiembro de los mencionados Epidemia), en un concierto organizado por el nuevo fanzine N.D.F. (heredero de Melodías Destruktoras, cuyas siglas significan «Niños Drogados por Frank Sinatra»). La relación con Anti/Dogmatikss no terminó ahí, pues Quoque participó en las sesiones de grabación de la primera maqueta publicada de dicho grupo, Rompan filas!!, la cual salió a finales de 1984 acompañada de un manifiesto y letras de inspiración inequívocamente anarcopunk. Paradójicamente, al mismo tiempo Kangrena grababan «Anti-Crass» y otras canciones provocadoras para los anarcopunks. En el libreto que acompañaba a la cinta donde se incluyó la canción, Kangrena declaraban que «Anti-Crass la hicimos porque sí, porque nos daba la gana y para joder a quien se sintiera aludido».
En 1984, además, Kangrena tocaron en otras comunidades autónomas, siendo de destacar especialmente el concierto antimilitarista en Zaragoza del 16 de junio, en cuyo cartel figuraban además los también catalanes Decibelios y Shit S.A., los vascos Vómito Social y grupos locales como Cocadictos, IV Reich y Golden Zippers (un grupo rockabilly), entre otros.
A finales de 1984, o bien a comienzos de 1985, Kangrena se decidían a editar material de nuevo, en la forma de una casete autoeditada con el título Estoc de pus (el título parodia el nombre de un programa musical del canal autonómico TV3, Estoc de Pop). La cinta, aparte de recuperar restos de las sesiones del EP, se concentra principalmente en el material nuevo, grabado entre abril y junio de 1984 y con una clara tendencia a las altas velocidades del hardcore.
Si 1985 fue un año decisivo para el hardcore barcelonés, con importantes evoluciones de Anti/Dogmatikss, GRB, L'Odi Social, etcétera, y el surgimiento de nuevas bandas como Subterranean Kids, lo cierto es que Kangrena, a pesar de otro concierto importante a principios de año (el 8 de abril, teloneando junto a G.R.B. a los holandeses Frites Modern en Zeleste), y a pesar de una segunda cinta publicada hacia finales del año (titulada El cubo de la basura e incluyendo nuevos títulos polémicos como «Heil Hitler» o «Hijo de puta mod»), fueron desapareciendo casi imperceptiblemente a lo largo del año, disolviéndose aproximadamente en 1986. Según se cuenta, la desaparición del grupo tuvo que ver con la adicción a la heroína de algunos de sus miembros.
En la década de 1990 fallecieron el batería Manolo y el vocalista Quoque, con pocos días de diferencia, respectivamente de sobredosis y de sida.

## Legado
- En 1999, el sello barcelonés Tralla Records realizó una reedición del EP Terrorismo sonoro, reproduciendo fielmente las características de la edición original de 1983 (incluyendo el color rojo del vinilo).
- A principios de la década de 2000 corrían rumores sobre la posibilidad de reeditar el legado completo de Kangrena por parte del mismo sello, Tralla. Esto, sin embargo, no sucedió.[11]

## Miembros
- Quoque Massabeu - voz
- Kike - guitarra
- Jhonny Sex - bajo
- Manolo «Loco Speed» - batería

## Discografía
- EP Terrorismo sonoro (Anarchi Records - Flor y Nata, ARK 002, 7-8/83, 2000 copias), 5 temas. (Reedición: Tralla Records, TREP 84, 1999).
- Casete Estoc de pus (autoeditada, finales de 1984). Contiene 22 temas.
- Casete El cubo de la basura (autoeditada, finales de 1985). Contiene 29 temas.

### Apariciones en recopilaciones
- «Ataque» en el doble LP recopilatorio de hardcore punk internacional P.E.A.C.E. (Estados Unidos, RRadical, 12/84).

## Enlaces
- Minientrevista a Kangrena tomada del fanzine Melodías destruktoras (1983)
- Artículo sobre Kangrena en Kill from the Heart

- Datos: Q5957918